# From the Bottom of My Broken Heart
»From the Bottom of My Broken Heart« je pesem ameriške glasbenice Britney Spears. Pesem je za njen debitantski glasbeni album ...Baby One More Time (1999) napisal in produciral Eric Foster White. Pesem je izšla 15. decembra 1999 preko založbe Jive Records, in sicer kot peti in zadnji singl iz albuma. Sentimentalna teen pop balada govori o ženski, ki se spominja svoje prve ljubezni in si zaželi, da se ne bi nikdar končala ter izrazi svoja čustva »z dna [svojega] zlomljenega srca.«
Pesem »From the Bottom of My Broken Heart« je prejela mešane ocene s strani glasbenih kritikov. Nekateri so jo označili za soliden singl, drugi pa so menili, da je nekoliko prazna, saj omenja samo poljubljanje in ničesar drugega. Pesem je uživala v velikem moderatnem uspehu, saj je zasedla štirinajsto mesto na eni izmed  ameriških glasbenih lestvic, Billboard Hot 100, zasedla pa je tudi eno izmed prvih štirideset mest na novozelandski in avstralski glasbeni lestvici. 28. marca 2000 je prejela platinasto certifikacijo s strani organizacije Recording Industry Association of America (RIAA) za več kot 1.000.000 prodanih kopij izvodov.
Singlov videospot, ki ga je režiral Gregory Dark, je izšel 19. decembra 1999. Začel se je z Britney Spears, ki je pakirala svoje reči in se pripravljala na to, da se odseli od doma. Ker ve, da bo pogrešala svojo prvo ljubezen, je nekoliko žalostna. V času, ko je videospot izšel, so ga obravnavali kot delo, ki je bilo kar nekoliko prezrelo za pevko. S pesmijo je Britney Spears nastopila na 42. podelitvi grammyjev, kjer je izvedla tudi pesem »...Baby One More Time« ter na treh turnejah, in sicer ...Baby One More Time Tour, Crazy 2k Tour in Oops!... I Did It Again World Tour.

## Ozadje
Pesem »From the Bottom of My Broken Heart« je za debitantski glasbeni album Britney Spears, ...Baby One More Time (1999), napisal in produciral Eric Foster White. Britney Spears je pesem posnela leta 1997 v vzhodnem studiju 4MW v New Jerseyju in studiju Battery v New Yorku, New York. Dan Petty je na singlu igral kitaro, Andy Hess pa bas kitaro. Remix zanjo sta kasneje posnela Eric Foster White in Chris Trevett, spremljevalne vokale pa so odpeli Britney Spears, Angie Simmons, Don Philip in Andrew Fromm. Pesem je izšla 15. decembra 1999 kot zadnji singl z albuma ...Baby One More Time.

## Sestava
Pesem »From the Bottom of My Broken Heart« je sentimentalna teen pop balada, ki traja pet minut in deset sekund. Pesem je napisana v G-duru, vokali Britney Spears v pesmi pa se raztezajo od G3 do C5. Besedilo pesmi govori o izgubi svoje prve ljubezni in tem, kako težko je prekiniti razmerje, kar opiše z besedami: »'Nikoli se ne oziraj nazaj,' sva dejala/kako naj bi vedela, da te bom tako pogrešala?/Osamljenost pred, praznost za menoj/kam naj grem?« (»'Never look back', we said/How was I to know I'd miss you so?/Loneliness up ahead, emptyness behind/Where do I go?«).

## Sprejem

### Kritični sprejem
Pesmi »From the Bottom of My Broken Heart« so glasbeni kritiki dodelili mešane ocene. Amanda Murray s spletne strani Sputnikmusic je menila, da je pesem sicer solidna, vendar neprimerna za singl. Kyle Anderson iz MTV-ja je o pesmi povedal: »[Pesem] je pravo nasprotje balade, ki pa govori samo o poljubu in ničemer drugem.« Caryn Ganz iz revije Rolling Stone je pesem »From the Bottom of My Broken Heart« poleg pesmi »(You Drive Me) Crazy« in »Sometimes« označil za »prihodnjo uspešnico« z albuma ...Baby One More Time. Pesem je bila ena izmed izbranih singlov, ki jih je ocenil tudi Stephen Thomas Erlewine s spletne strani Allmusic.

### Dosežki na lestvicah
Pesem »From the Bottom of My Broken Heart« je zasedla dvainpetdeseto mesto na lestvici Billboard Hot 100, že v enem tednu pa se je z oseminsedemdesetimi prodanimi kopijami izvodov povzpela na štirinajsto mesto lestvice, kar je ostala njena najvišja uvrstitev. Pesem je zasedla tudi drugo mesto na lestvici Billboard Hot 100 Singles Sales, štiriindvajseto mesto na lestvici Top 40 Tracks, sedemnajsto mesto na lestvici Pop Songs in triinpetdeseto mesto na lestvici Radio Songs. 28. marca 2000 je pesem »From The Bottom Of My Broken Heart« prejela platinasto certifikacijo s strani organizacije Recording Industry Association of America (RIAA) za več kot 1.000.000 prodanih kopij izvodov. Ob koncu leta 2000 je pesem »From the Bottom of My Broken Heart« zasedla sedeminsedemdeseto mesto na lestvici Billboard Hot 100. V Avstraliji je pesem na lestvici zasedla sedemintrideseto mesto, na novozelandski glasbeni lestvici pa triindvajseto. Pesem »From the Bottom of My Broken Heart« je zasedla tudi štiriinsedemdeseto mesto na britanski glasbeni lestvici.

## Videospot
Videospot za pesem »From the Bottom of My Broken Heart« je režiral Gregory Dark, produciralo pa ga je podjetje FM Rocks Production Company. Premierno se je predvajal v MTV-jevi oddaji Total Request Live 17. decembra 1999. V intervjuju z revijo Entertainment Weekly je režiser Gregory Dark razkril, da so ga najeli zato, da bi omilil takratno podobo nagajive šolarke Britney Spears, ki si ga je ustvarila z videospotom za pesem »...Baby One More Time«. Povedal je:
Želeli so, da bi podobo malce prenovili. [...] Želeli so si videospot s pomembnejšo zgodbo in manj plesnimi točkami, resnejšega in bolj čustvenega. [...] Malce sem se pošalil z njo, da bi se sprostila in se dobro počutila med igranjem nekoga, ki je bil v tistem trenutku pravo nasprotje Britney Spears.
Videospot Britney Spears prikaže med pakiranjem njenih stvari in pripravljanjem na odhod od doma. Ker ve, da bo zelo pogrešala svojo prvo ljubezen, je razžaloščena. Nato se v videospotu prikažejo prizori parove preteklosti, eden izmed teh je bilo na primer plezanje na okno drugega, medtem pa pevka poje pesem. V enem izmed zadnjih prizorov se pokaže Britney Spears, čakajoč na avtobus, do nje hiti njena prva ljubezen, da bi jo še zadnjič videl. Kakorkoli že, še preden pride na avtobusno postajo, Britney Spears vstopi na avtobus, zapusti svojega bivšega fanta za seboj in odide na neznano destinacijo. Alec Hanley Bemis iz revije LA Weekly je napisal, da je z videospotom »Britney Spears prehitro odrasla.«

## Nastopi v živo
Pesem »From the Bottom of My Broken Heart« je Britney Spears prvič izvedla na svoji prvi turneji, turneji ...Baby One More Time Tour. Potem, ko je pesem izšla kot singl, jo je skupaj s pesmijo »...Baby One More Time« izvedla na 42. podelitvi grammyjev. Na začetku nastopa je nosila puli in krilo, medtem pa so jo obkrožili spremljevalni plesalci s pahljačami. Potem, ko je zapela krajšo verzijo pesmi, je za nekaj trenutkov zapustila oder in se preoblekla v tesno oprilegajočo se rdečo obleko z izrezom ob strani in prišla nazaj na oder, kjer je izvedla še pesem »...Baby One More Time«. Britney Spears je s pesmijo nastopila na tudi na turneji Crazy 2k Tour (2000), kjer so plesalci iz občinstva izbrali fanta in ga povabili na oder, Britney Spears pa je pesem »From the Bottom of My Broken Heart« posvetila njemu. Istega leta je s pesmijo nastopila na turneji Oops!... I Did It Again World Tour. Oblečena v bleščeče kavbojke in oranžen top je skupaj s svojim kitaristom Skipom nastopila z akustično verzijo pesmi.

## Seznam verzij
| - Avstralski CD s singlom 1. »From the Bottom of My Broken Heart« (radijska verzija) – 4:34 2. »(You Drive Me) Crazy« (hip-hop remix Jazzyja Jima) – 3:40 3. »Thinkin' About You« – 3:35 4. »Sometimes« (sporočilo na odzivniku) – 0:25 - Uročeni CD s singlom 1. »From the Bottom of My Broken Heart« (radijska verzija) – 4:34 2. »(You Drive Me) Crazy« (hip-hop remix Jazzyja Jima) – 3:40 3. »Born To Make You Happy« (videospot) – 3:35 4. »From the Bottom of My Broken Heart« (videospot) – 4:34 | - Gramofonska plošča 1. »From the Bottom of My Broken Heart« (Ospinov funk remix) – 3:29 2. »From the Bottom of My Broken Heart« (Ospinov inštrumentalni funk remix) – 3:29 3. »From the Bottom of My Broken Heart« (radijska verzija) – 4:34 - Škatla z dodatki k albumu The Singles Collection 1. »From the Bottom of My Broken Heart« (radijska verzija) – 4:34 2. »Thinkin' About You« – 3:35 |

## Ostali izvajalci
- Britney Spears – glavni vokali, spremljevalni vokali
- Eric Foster White – mešanje, producent, tekstopisec
- Chris Trevett – mešanje
- Dan Petty – kitara
- Andy Hess – bas kitara
- Angie Simmons – spremljevalni vokali
- Don Philip – spremljevalni vokali
- Andrew Fromm – spremljevalni vokali

Vir:

## Dosežki in certifikacije

### Dosežki
| Lestvica (2000)                                   | Dosežek |
| ------------------------------------------------- | ------- |
| Avstralija (ARIA)                                 | 37      |
| Glasbena lestvica kanadske revije RPM             | 25      |
| Nova Zelandija (RIANZ)                            | 23      |
| Združeno kraljestvo (The Official Charts Company) | 174     |
| Združene države Amerike (Billboard Hot 100)       | 14      |
| Združene države Amerike (Billboard Pop Songs)     | 17      |

|

### Dosežki ob koncu leta
| Lestvica (2000)                             | Dosežek |
| ------------------------------------------- | ------- |
| Združene države Amerike (Billboard Hot 100) | 77      |

### Certifikacije
| Država                         | Certifikacija |
| ------------------------------ | ------------- |
| Združene države Amerike (RIAA) | Platinasta    |

|}